# Минлино
Минлино (баш. Меңле) — деревня в Бураевском районе Республики Башкортостан Российской Федерации. Входит в состав Ванышевского сельсовета.

## География

### Географическое положение
Расстояние до:
- районного центра (Бураево): 19 км,
- центра сельсовета (Ваныш-Алпаутово): 6 км,
- ближайшей ж/д станции (Янаул): 87 км.

## Население
| 2002 | 2009 | 2010 |
| ---- | ---- | ---- |
| 212  | ↘198 | ↘165 |

Согласно переписи 2002 года, преобладающая национальность — башкиры (93 %).